# Economía de Nigeria
La economía de Nigeria es la mayor de África, por delante de Sudáfrica. Mientras que el sur del país está bien desarrollado económicamente, el centro y el norte de Nigeria presentan un desarrollo menos avanzado.

## Evolución histórica
Hasta la década de 1960, la economía de Nigeria estaba basada en la agricultura y el pastoreo de subsistencia.
El descubrimiento de pozos petrolíferos en el sur del país cambió por completo su estructura económica global. Desde entonces y, según periodos, entre el 65 y el 95 por ciento de las exportaciones nigerianas son de petróleo o sus derivados.
A principios de 1980, y tras la grave crisis mundial de 1973, el precio del crudo sufrió una importante disminución, lo que llevó a una crisis coyuntural grave en una economía tan dependiente de un solo producto.
Aprendida la lección, a lo largo de los últimos 25 años ha existido cierta diversificación económica, casi toda ella en torno a los productos derivados del crudo. Por un lado, a pesar de que las explotaciones petrolíferas están en su inmensa mayoría en manos de países europeos, asiáticos y americanos, parte de los beneficios se han invertido en la industria petroquímica, de la que Nigeria es el principal productor africano, refinerías, así como en fabricación de automóviles, algo de industria pesada y mejora de puertos y aeropuertos.
En abril de 2002, las reservas estimadas de petróleo de Nigeria alcanzaban los 15.600 millones de barriles, y las de gas natural los 3 billones de m³.
Del resto de la actividad económica destaca el cacao, al que se dedica la mitad del suelo cultivable y que constituye otra parte fundamental en el capítulo de exportaciones. Posee yacimientos de carbón, mineral de hierro y estaño.
La producción agrícola, además del cacao, es casi de subsistencia, por los problemas que plantea la zona norte sometida a una fuerte desertización, así como la sobreexplotación de las selvas del país al sur. Los principales productos son para consumo interno: sorgo, mijo, maíz y arroz.
La ganadería, muy mermada desde 1980, se centra en el ganado ovino, caprino y bovino.
Desde el 2008 el gobierno da muestras de voluntad de implementar las reformas económicas sugeridas por el Fondo Monetario Internacional, tales como modernizar el sistema bancario, reducir la inflación controlando las demandas salariales, y resolver las disputas regionales por control de las ganancias de la industria del petróleo.
Nigeria es miembro de la OPEP, el Banco Mundial y el Fondo Monetario Internacional.

## Comercio exterior
En 2020, el país ocupaba el puesto número 50 en el mundo exportador (53.600 millones de dólares, el 0,3% del total mundial). En la suma de bienes y servicios exportados, alcanza los US $ 67,9 mil millones, ubicándose en el puesto 48 del mundo. En importaciones, en 2019, fue el 52.º mayor importador del mundo: 47,3 mil millones de dólares.

## Sector primario

### Agricultura
La agricultura privada es un sector muy importante de la economía. Emplea al 70% de la población y contribuye en un 35% al producto interior bruto. Sin embargo, la agricultura sirve en gran medida para alimentar a la población. La mayoría de los agricultores sólo disponen de entre una y cinco hectáreas de tierra. Las plantaciones en las que se cultivan los productos de exportación son propiedad del Estado o de empresas extranjeras.
La mandioca, las batatas y el mijo se cultivan para el consumo doméstico. En los últimos años, el cultivo del mijo ha pasado del 13% en 1998 al 16% en 2005. En los campos de cultivo se cultivan también judías, melones, pimientos y hortalizas. El cacao, la yuca, el ñame, los cacahuetes, la palma aceitera y el caucho también se cultivan para la exportación. Se trata de los llamados cultivos comerciales, que se cultivan en grandes masas y se procesan parcialmente para venderlos después en otros países. Este proceso depende en gran medida de la demanda. Nigeria es el mayor productor de judías de ojo y ñame de África y el mayor productor de mandioca del mundo. El país es también el cuarto productor de cacao. Otros productos agrícolas importantes son los cítricos, los plátanos, el arroz y el maíz.

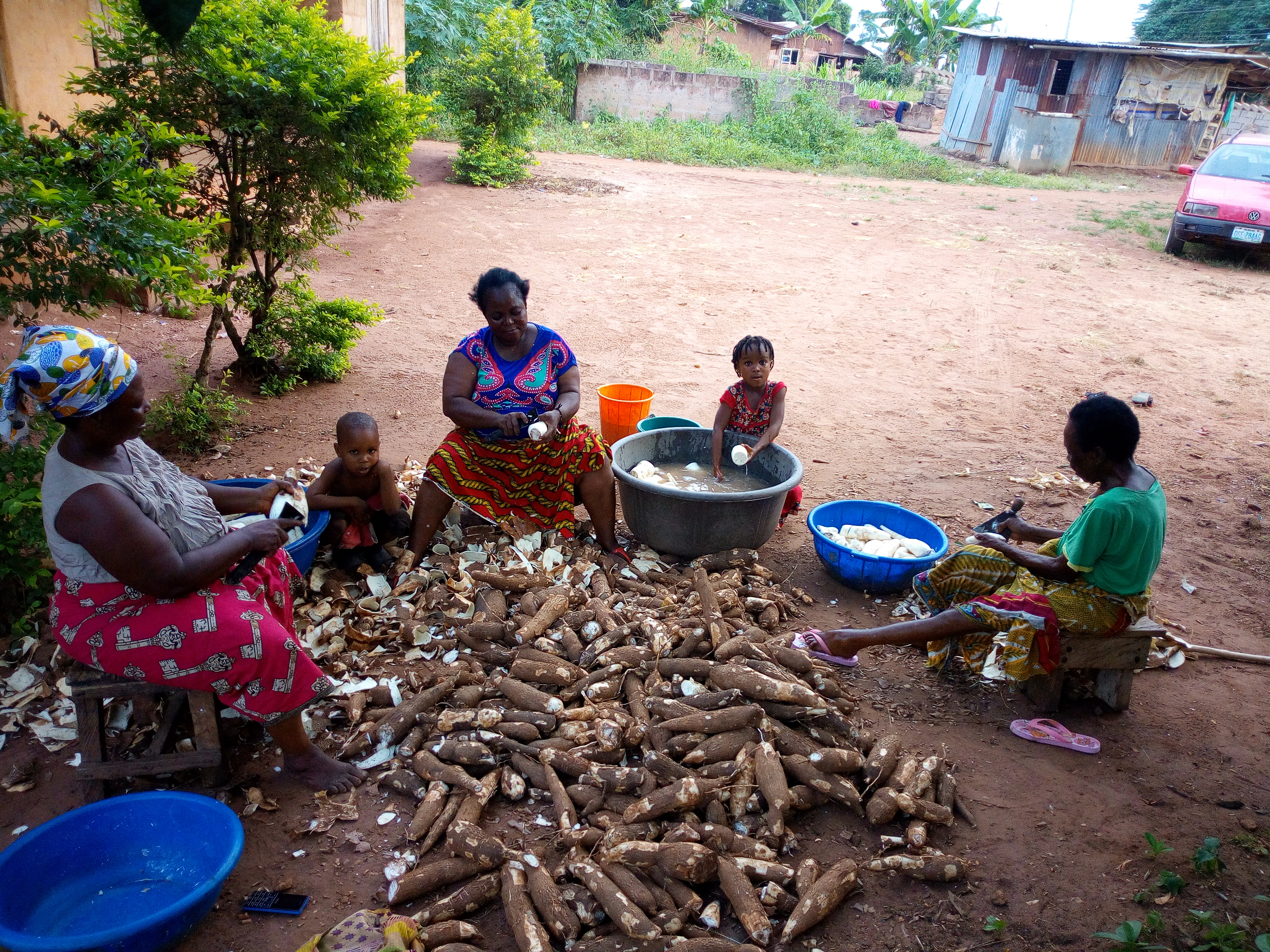
Gente pelando yuca en Nigeria.

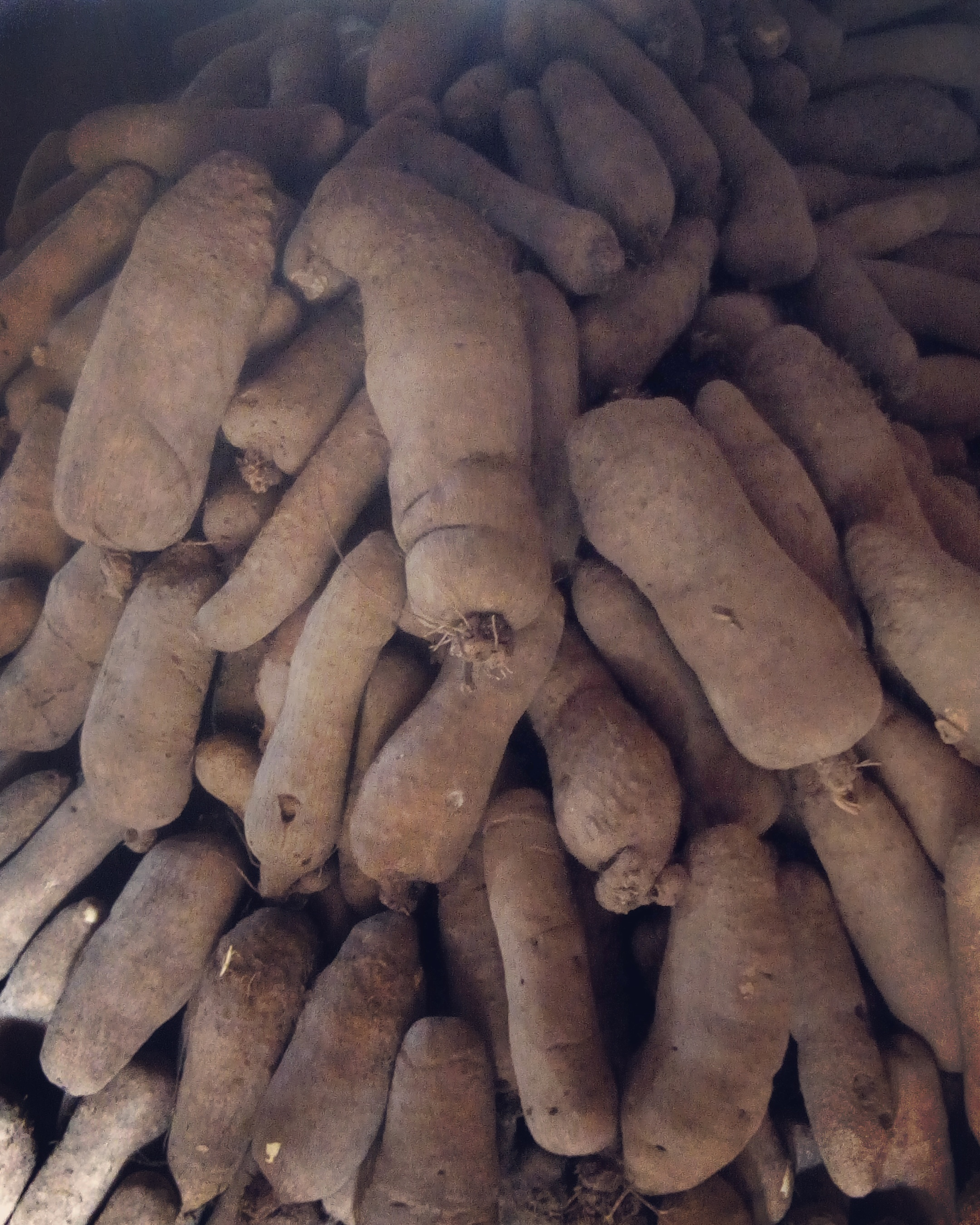
Ñame nigeriano.

#### Datos estadísticos
Nigeria produjo en 2018:
- 59,4 millones de toneladas de mandioca (el mayor productor del mundo);
- 47,5 millones de toneladas de ñame (mayor productor del mundo);
- 10,1 millones de toneladas de maíz (el 14.º productor mundial);
- 7,8 millones de toneladas de aceite de palma (cuarto productor más grande del mundo, solo superado por Indonesia, Malasia y Tailandia);
- 7,5 millones de toneladas de verdura;
- 6,8 millones de toneladas de sorgo (segundo productor mundial, solo superado por Estados Unidos);
- 6,8 millones de toneladas de arroz (el 14.º productor mundial);
- 4 millones de toneladas de batata (tercer productor mundial, solo superado por China y Malaui);
- 3,9 millones de toneladas de tomate (undécimo productor mundial);
- 3,3 millones de toneladas de taro (mayor productor del mundo);
- 3 millones de toneladas de "plantain" (quinto productor mundial);
- 2,8 millones de toneladas de cacahuetes (tercer productor mundial, solo superado por China e India);
- 2,6 millones de toneladas de caupí (el mayor productor del mundo);
- 2,2 millones de toneladas de mijo (cuarto productor más grande del mundo, solo superado por India, Níger y Sudán);
- 2 millones de toneladas de okra (segundo productor mundial, solo superado por la India);
- 1,6 millones de toneladas de piña (séptimo productor más grande del mundo);
- 1,4 millones de toneladas de caña de azúcar;
- 1,3 millones de toneladas de patata;
- 949 mil toneladas de mango (incluido mangostán y guayaba);
- 938 mil toneladas de cebolla;
- 833 mil toneladas de papaya (sexto productor mundial);
- 758 mil toneladas de soja;
- 747 mil toneladas de pimienta;
- 585 mil toneladas de semilla de calabaza (egusi);
- 572 mil toneladas de sésamo (cuarto productor más grande del mundo, perdiendo solo frente a Sudán, Myanmar e India);
- 369 mil toneladas de jengibre (tercer productor más grande del mundo, perdiendo solo frente a India y China);
- 332 mil toneladas de cacao (cuarto productor mundial, solo superado por Costa de Marfil, Ghana e Indonesia);
- 263 mil toneladas de nuez de karité;

Además de producciones más pequeñas de otros productos agrícolas.

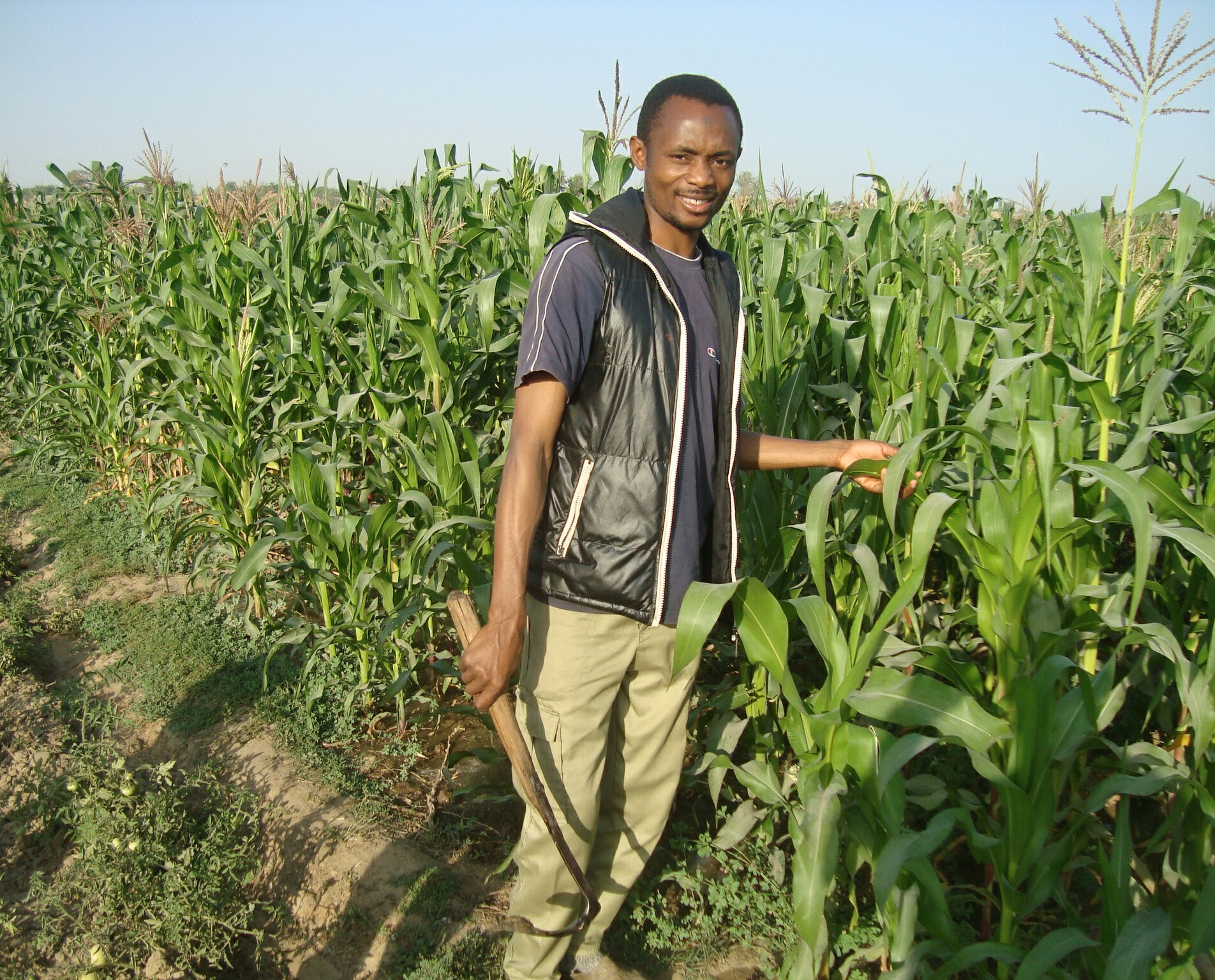
Granja de maíz en el norte de Nigeria
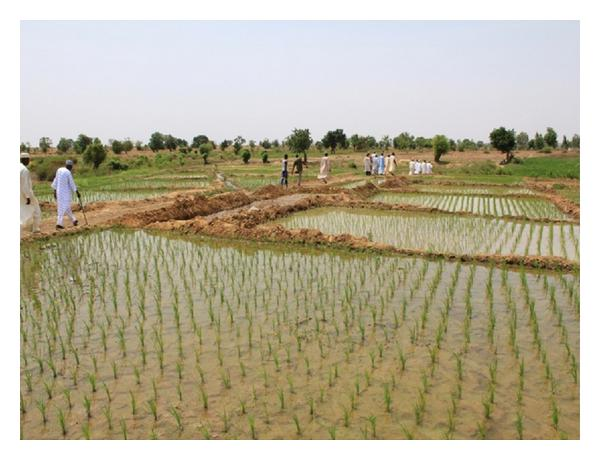
Campos de arroz en Nigeria
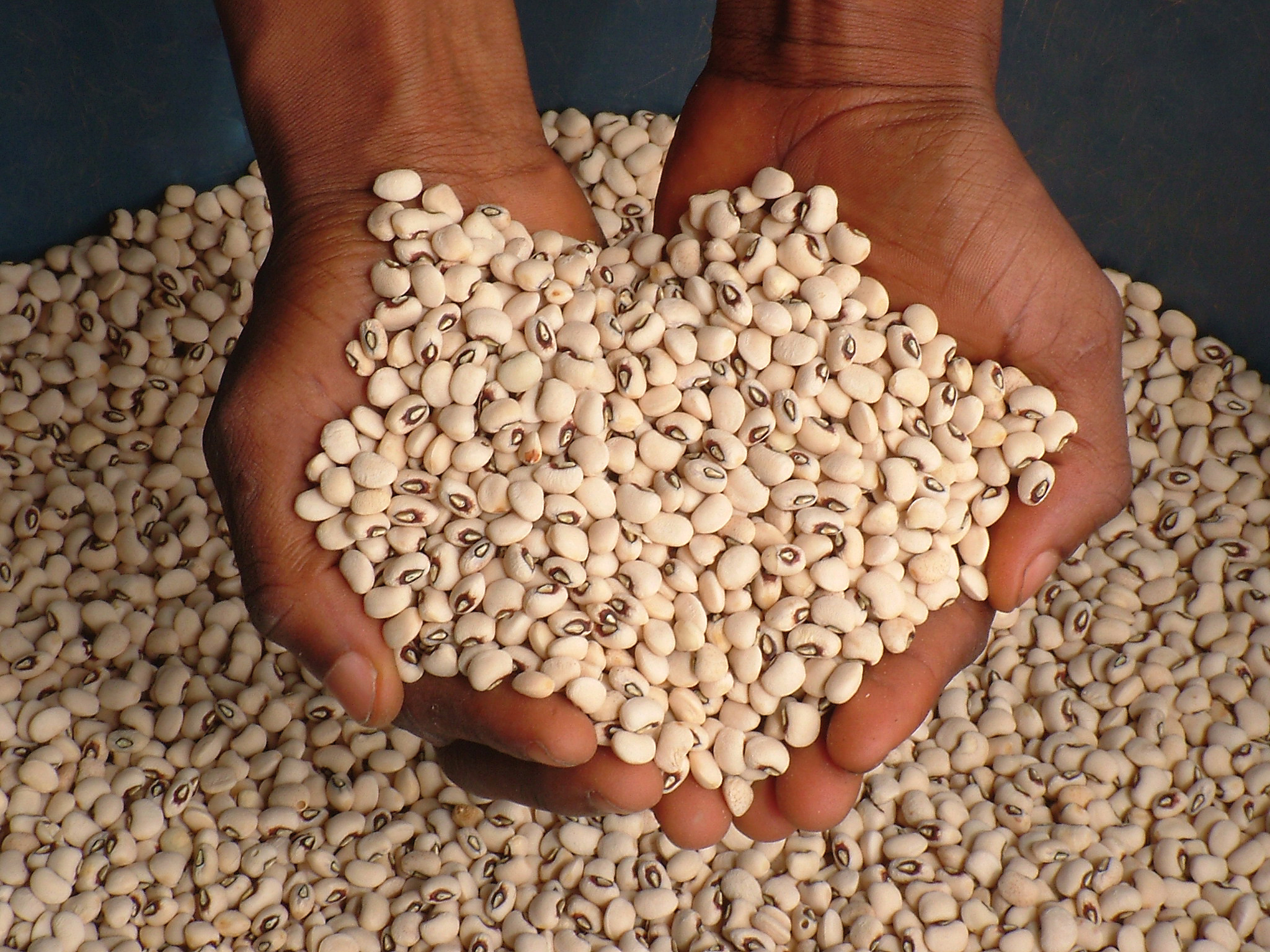
Caupí de Nigeria
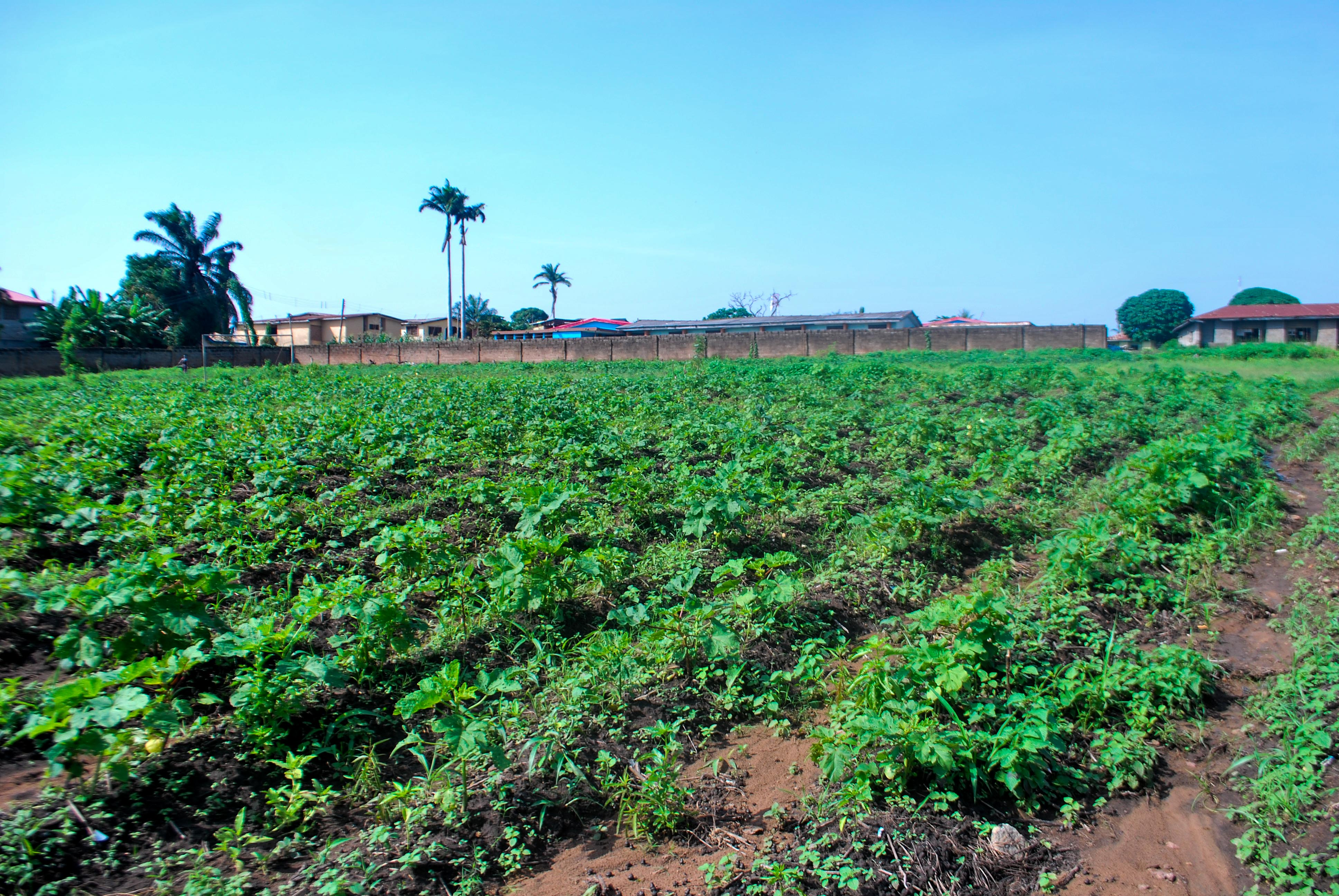
Campo de okra en Nigeria

### Procesamiento de alimentos
Hasta ahora, Nigeria exportaba paradójicamente arroz sin descascarillar, pero tenía que importar arroz descascarillado, el alimento básico del país. - Se espera que el molino de arroz de Imota, cerca de Lagos, realice el procesamiento correspondiente en el país, mejore la balanza comercial y el mercado laboral, y ahorre costes innecesarios de transporte e intermediarios. Cuando esté plenamente operativa a finales de 2022, la planta, la mayor al sur del Sáhara, empleará a 250.000 personas y producirá 2,5 millones de sacos de 50 kg de arroz al año.

### Ganadería

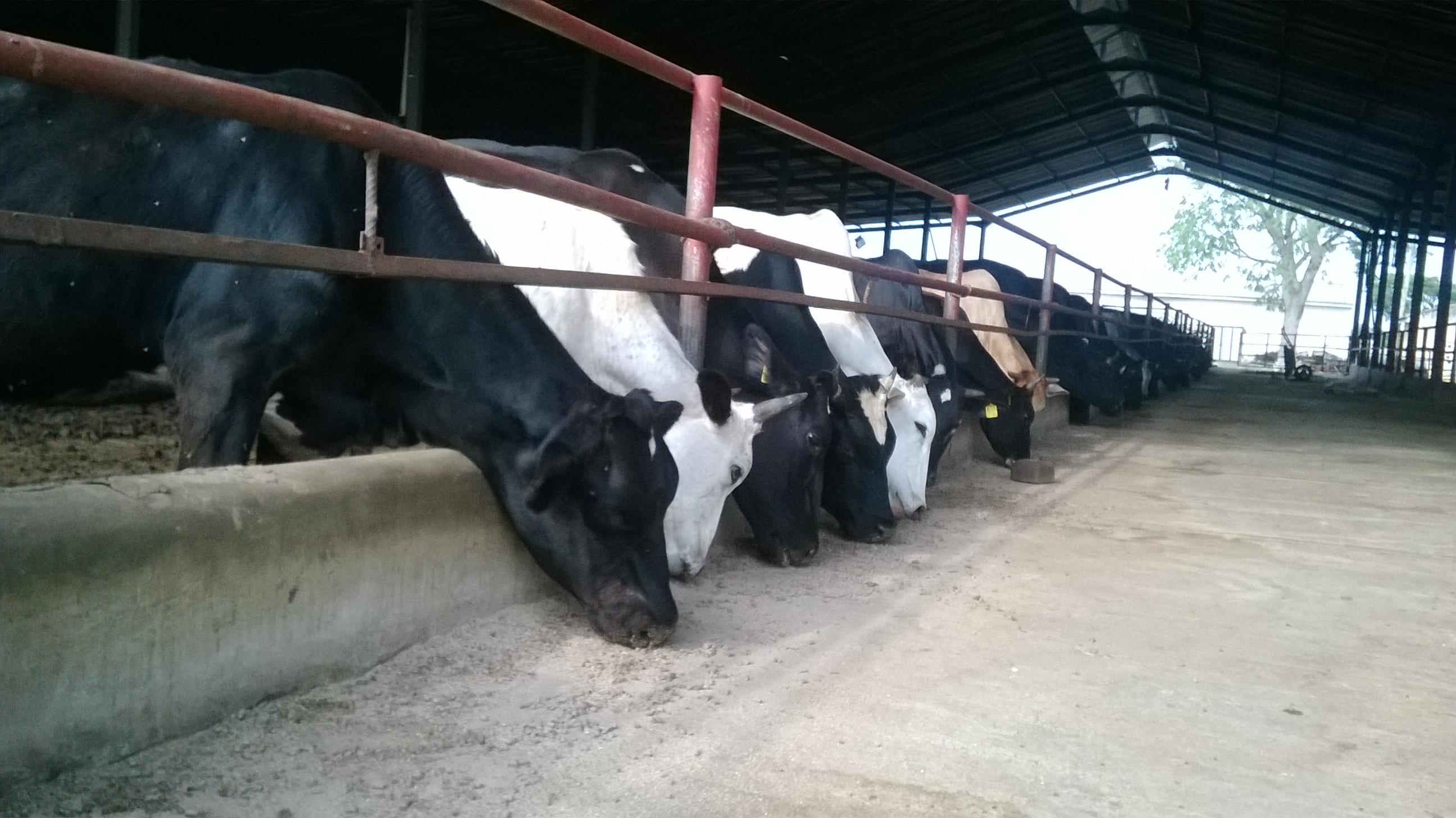
Cría de ganado en Nigeria.

En ganadería, Nigeria produjo, en 2019: 329 mil toneladas de carne de vacuno; 302 mil toneladas de cerdo; 239 mil toneladas de carne de pollo; 640 mil toneladas de  huevo de gallina; 523 millones de litros de leche de vaca, entre otros.

### Producción de fertilizantes
El 3 de mayo de 2022, tras años de construcción, se puso en marcha una planta de producción de fertilizantes cerca de Lagos que producirá 3 millones de toneladas de fertilizantes al año. Al no llegar más fertilizantes rusos al mercado mundial en 2022 debido a la guerra de Ucrania, Nigeria cubre un vacío en el mercado. "El mercado de los fertilizantes es un mercado de vendedores", afirmó entusiasmado el jefe de la empresa, Dangote, en la inauguración de la planta. "La gente nos pide que vendamos y somos exigentes con quiénes vendemos".

## Sector secundario

### Industria

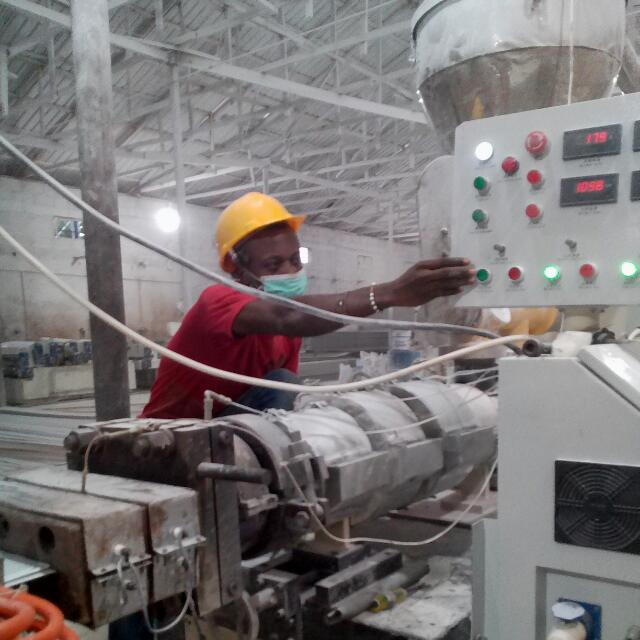
Industria del polivinilo en Nigeria.

La mayor parte de la industria se concentra en el suroeste del país. Aproximadamente el 90% de la industria metalúrgica de Nigeria se encuentra en Lagos. En el estado de Ogun, que rodea completamente a Lagos, se encuentra el grueso de la industria nigeriana, centrada en el cemento, los alimentos enlatados, la espuma de caucho, las pinturas, los neumáticos, las alfombras, los productos de aluminio y los plásticos.
En el sureste del país, donde se encuentran los yacimientos petrolíferos, es decir, las zonas costeras, hay principalmente refinerías de petróleo e industria química.
El Banco Mundial enumera los principales países productores cada año, según el valor total de la producción. Según la lista de 2019, Nigeria tenía la 35a industria más valiosa del mundo ($ 51.6 mil millones).

#### Acerías
Ajaokuta Steel Company Limited afirma que produce 1,3 millones de toneladas de acero al año, lo que equivaldría a una octava parte de la producción de acero de España en 2021.
Las acerías de Katsina, Jos y Osogbo parecen estar inactivas.

#### Industria automovilística

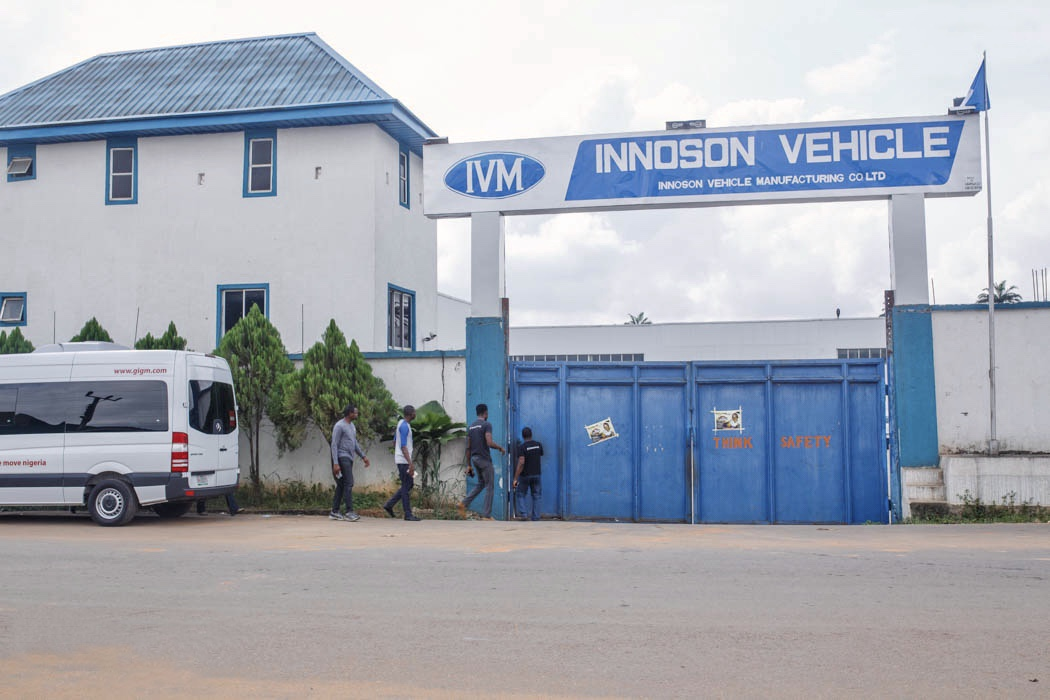
Sede de Innoson en Nnewi

Las ciudades de Kaduna y Enugu albergan instalaciones de producción de los fabricantes Peugeot y Bedford (camiones). En el estado de Anambra se encuentra el mayor fabricante de vehículos autóctonos, Innoson Vehicle Manufacturing. Desde mayo de 2022, Innoson también produce en Nigeria los omnipresentes triciclos amarillos ("Kekes").

#### Electrónica
El fabricante de ordenadores portátiles con más éxito en Nigeria es, según admiten, la empresa autóctona Zinox Technologies de Lagos.

### Energía

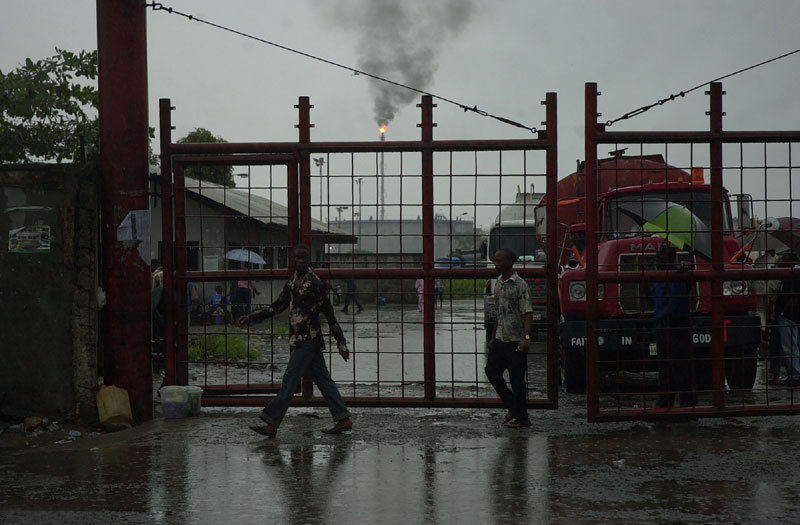
Refinería de petróleo de Port Harcourt en Alesa-Eleme, Nigeria.

#### Petróleo
El recurso natural más importante de Nigeria es el petróleo. Representa el 80% de todos los productos de exportación, aunque sólo el 7% de la mano de obra está empleada en este sector. Además, este sector de la economía contribuye en un 35% al producto interior bruto.
En energías no renovables, en 2020, el país fue el undécimo productor mundial de petróleo, 1,77 millones de barriles / día. En 2015, el país consumió 316 mil barriles / día (42 ° consumidor más grande del mundo). El país fue el octavo exportador de petróleo más grande del mundo en 2018 (1,9 millones de barriles / día).

#### Gas natural

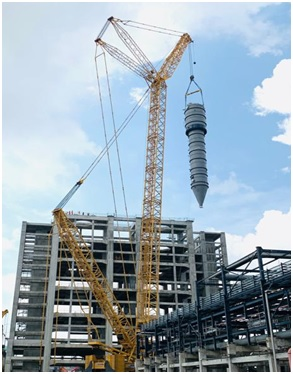
Refinería de petróleo de Dangote en Lekki, cerca de Lagos

En 2015, Nigeria era el 17.º productor mundial de gas natural, 45,1 mil millones de m³ al año y el 13.º exportador de gas del mundo (26,3 mil millones de m³ al año). El país no produce carbón.
El suministro de gas natural a Europa, amenazado por la guerra de Ucrania, está impulsando proyectos para transportar el gas natural nigeriano a través de gasoductos hasta Marruecos o Argelia Sin embargo, en mayo de 2022 aún no hay resultados al respecto.

#### Producción de productos derivados del petróleo (gasolina, plásticos)
Paradójicamente, Nigeria exporta actualmente petróleo pero tiene que importar productos petrolíferos como la gasolina o el polipropileno (plástico). De hecho, la gasolina fue la principal importación de Nigeria hasta 2021, representando el 24 % del volumen de importación - En el cuarto trimestre de 2022 entrará en funcionamiento una refinería de petróleo de la que tanto se habla en los medios de comunicación, que producirá, entre otras cosas, 50 millones de litros de gasolina al día, lo que convertiría a Nigeria de importador neto a exportador neto de productos petrolíferos.

#### Energía solar y energía eólica
En el sector de las energías renovables, Nigeria no produjo energía eólica ni energía solar para la red eléctrica general en 2020. Sin embargo, hay particulares y organizaciones que explotan sistemas "sin red" con los que se protegen de la falta de fiabilidad del suministro eléctrico.

#### Derechos humanos y producción de petróleo
En Nigeria, primera potencia petrolera de África, cuya población sigue siendo una de las más pobres del continente, el maná petrolero extraído por los majors occidentales favorece, desde hace décadas, el enriquecimiento y el mantenimiento en el poder de las élites y de sus clientelas. Beneficiarias de un sistema donde la multinacional Shell tenía la parte del león, algunas amasaron así fortunas considerables. A principios de los años 1990, el delta del Níger, desbordante en petróleo, se transformó en escenario de las violentas confrontaciones entre las minorías étnicas locales que acusaban a Shell de atentar contra su cultura y medio ambiente y las fuerzas de seguridad nigerianas encargadas de proteger las instalaciones petroleras.
En 1993, el Movimiento para la supervivencia del pueblo Ogoni, dirigido por el escritor Ken Saro-Wiwa, consigue movilizar decenas de miles de personas contra Shell. La situación se convierte en causa internacional, hasta el punto de que el número uno mundial del petróleo debe interrumpir su producción. Para reiniciarla, el gobierno del general Sani Abacha pone en marcha una represión asesina. Centenares de ogonis son encarcelados y en algunos casos sumariamente ejecutados. Dos años después, Ken Saro-Wiwa y ocho militantes ogonis serían ejecutados, a pesar de las protestas internacionales. El escándalo alcanzó importantes dimensiones. Desde entonces, la compañía admitió que se había visto "obligada", a pagar directamente a las fuerzas de seguridad nigerianas al menos en una ocasión, en 1993.

### Minería
En 2019, el país fue el cuarto productor mundial de tantalio y el noveno productor mundial de estaño. El país es también uno de los mayores productores mundiales de turmalina, amatista y topacio.[cita requerida]

## Sector terciario

### Sector financiero

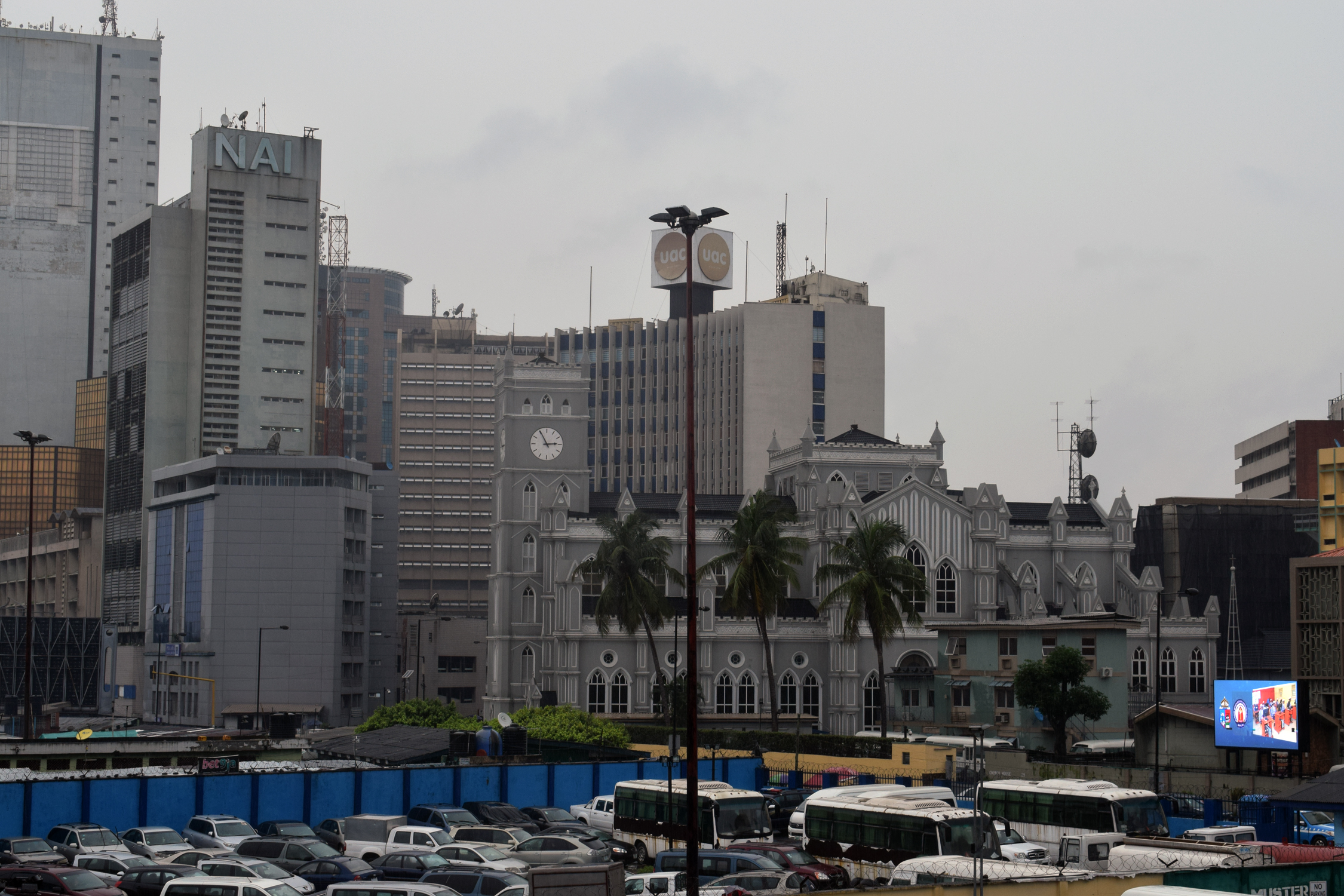
Distrito financiero en Lagos

Nigeria es el mayor mercado financiero de África. En noviembre de 2018, el Banco Central de Nigeria (CBN) había concedido licencias a 21 bancos comerciales. Nigeria tiene un sector bancario relativamente bien desarrollado en comparación con los estándares regionales, con una alta penetración bancaria regional (44,2% en comparación con una media regional del 17,8% para África Occidental) y un sólido uso de instrumentos financieros modernos en la economía local. El país también está bien conectado con los mercados financieros internacionales y, tras la crisis del petróleo de 2016/17, el país ha experimentado una creciente entrada de capital extranjero en los últimos 12-18 meses: las importaciones de capital en Nigeria se dispararon hasta los 6.300 millones de dólares en el primer trimestre de 18 años (un crecimiento interanual del 594%), en comparación con los 12.300 millones de dólares de todo el año 2017 y los 5.100 millones de dólares de 2016). Sin embargo, el país se ve lastrado por los elevados tipos de interés de los préstamos, que limitan el acceso al crédito de las pequeñas empresas, especialmente en la economía no petrolera.

### Telecomunicaciones

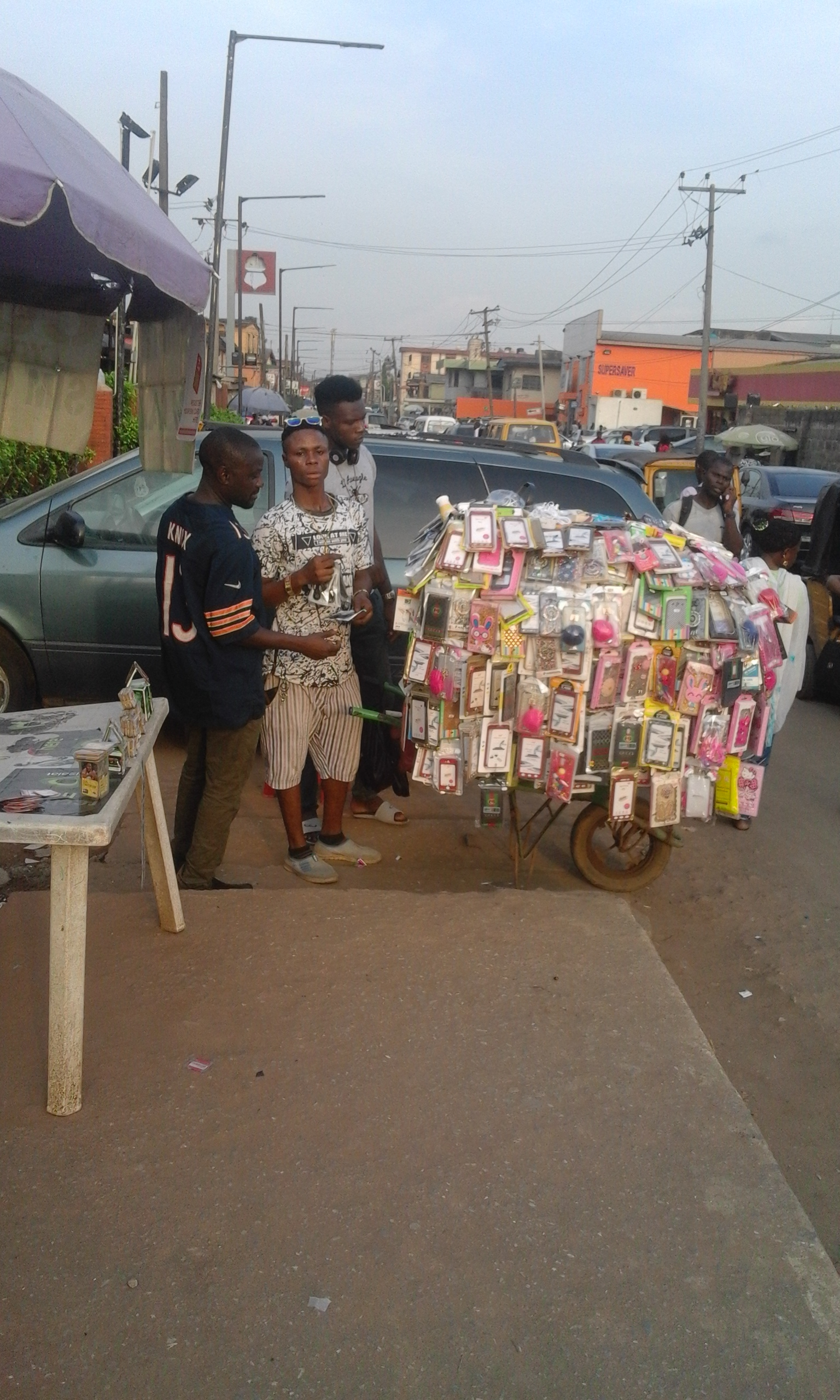
Un hombre que vende accesorios telefónicos

La Comisión de Comunicaciones de Nigeria (NCC) declaró el 14 de enero de 2022 que el sector de las telecomunicaciones contribuía en un 12,45% al producto interior bruto (PIB) de Nigeria. La comisión lo reveló a través de su director general (CEO), el profesor Umar Garba Danbatta, durante su conferencia inaugural titulada "Potenciación de la juventud nigeriana a través de las tecnologías de la información y la comunicación (TIC)" en la Fountain University de Osogbo. El profesor Garba compartió que el sector de las TIC ha contribuido sistemáticamente a más del 10% del PIB de Nigeria durante más de 10 años. Señaló que "Nigeria es el mayor mercado africano de las TIC, con el 82% de los abonados a las telecomunicaciones del continente y el 29% del uso de Internet".
Nigeria es el 11.º país del mundo en número absoluto de usuarios de Internet y el 7.º en número absoluto de teléfonos móviles.

### Transporte
Debido a la ubicación de Nigeria en el centro de África, el transporte desempeña un papel importante en el sector de los servicios nacionales.
El gobierno de Buhari inició mejoras en la infraestructura después de 2015. Las reparaciones y las nuevas construcciones de carreteras se han llevado a cabo gradualmente, a medida que los estados, en particular, gastan su parte de las crecientes asignaciones del gobierno. Una de estas mejoras es el Segundo Puente del Níger, cerca de Onitsha, que se completó en gran parte en 2022.
Desde 2009, Nigeria está colocando nuevas vías férreas. La empresa estatal Nigerian Railway Corporation se encarga de su explotación. Al parecer, esto ha sido un superávit desde 2019, a pesar de la epidemia de cóvidos.
Los principales puertos son Lagos (Apapa y Tin Can Island), Port Harcourt (Onne) y Calabar. Un puerto de aguas profundas en Lekki, a 50 km al este de Lagos, está a punto de abrirse en 2022.
Cinco aeropuertos ofrecen vuelos internacionales (Lagos, Abuya, Port Harcourt, Kano y Enugu). Está previsto que la nueva compañía aérea nacional, "Nigeria Air", comience a operar a mediados de 2022.

### Entretenimiento

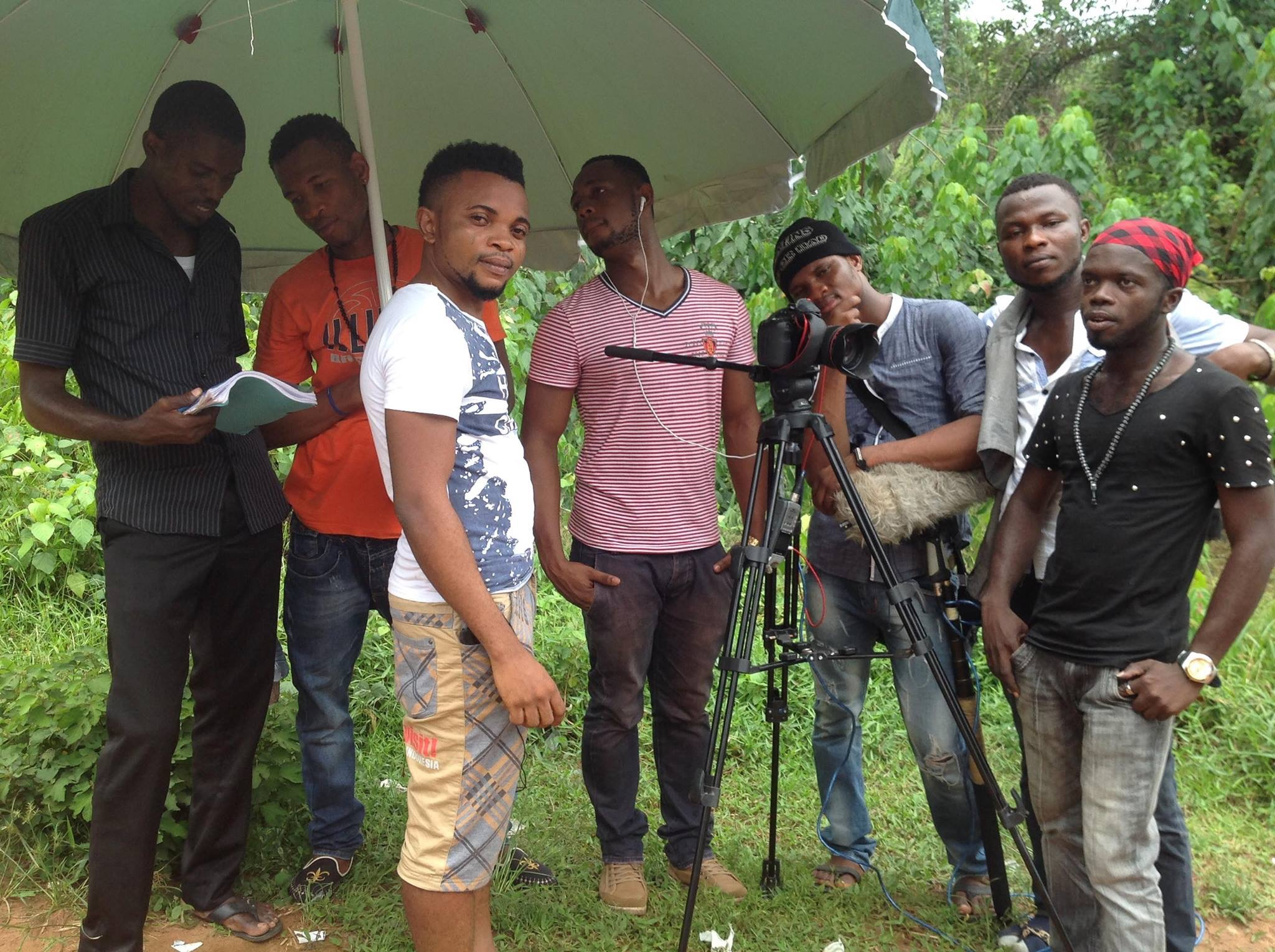
Nollywood: equipo de cine

Cine: Desde Nollywood, las películas y telenovelas se difunden a toda África. Nigeria es la segunda nación cinematográfica del mundo, después de la India y antes de Estados Unidos.
Música: Quizá el músico más famoso de Nigeria sea el inventor del afrobeat Fela Anikulapo Kuti, que dio conciertos legendarios con su banda "África 70" en el Santuario de Lagos. Otros estilos musicales característicos son el Jùjú, el Apala, el Fuji y el Sakara. En el campo de la música pop, los músicos nigerianos residentes en Europa, como Sade Adu o Dr. Alban, tuvieron mucho éxito en las décadas de 1980 y 1990. En Alemania, Nneka es uno de los músicos pop nigerianos más conocidos. Uno de los pocos artistas nigerianos que vive en Nigeria y que ha tenido éxito comercial en Alemania es D'Banj. Incluso llegó a las listas de singles alemanas y británicas en el verano de 2012 con Oliver Twist. Wizkid alcanzó el número 1 en 2016 junto a Drake.

### Turismo

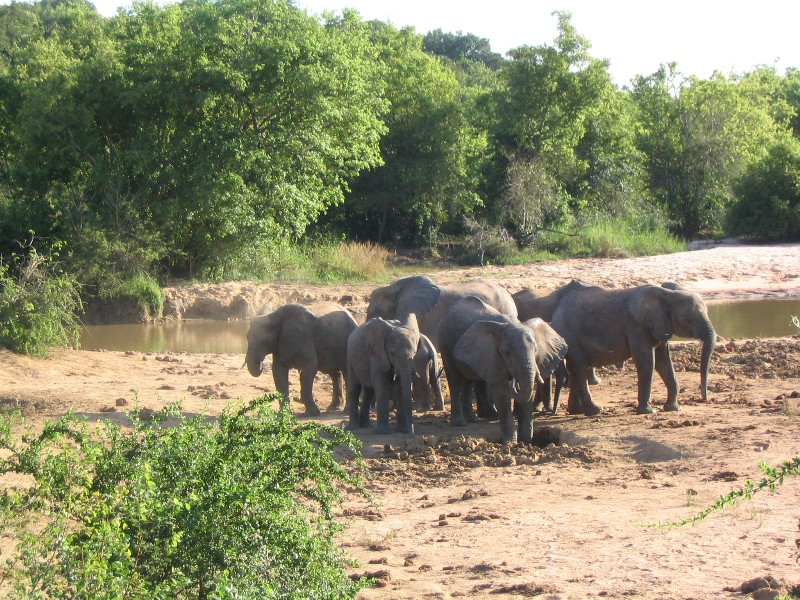
Elefantes africanos en el parque nacional Yankari, estado de Bauchi.

El país tiene un turismo pequeño. En 2010, Nigeria recibió 1,5 millones de turistas internacionales. Los ingresos por turismo en 2018 fueron de $ 1.9 mil millones.